# Pfarrfriedhof Nussdorf

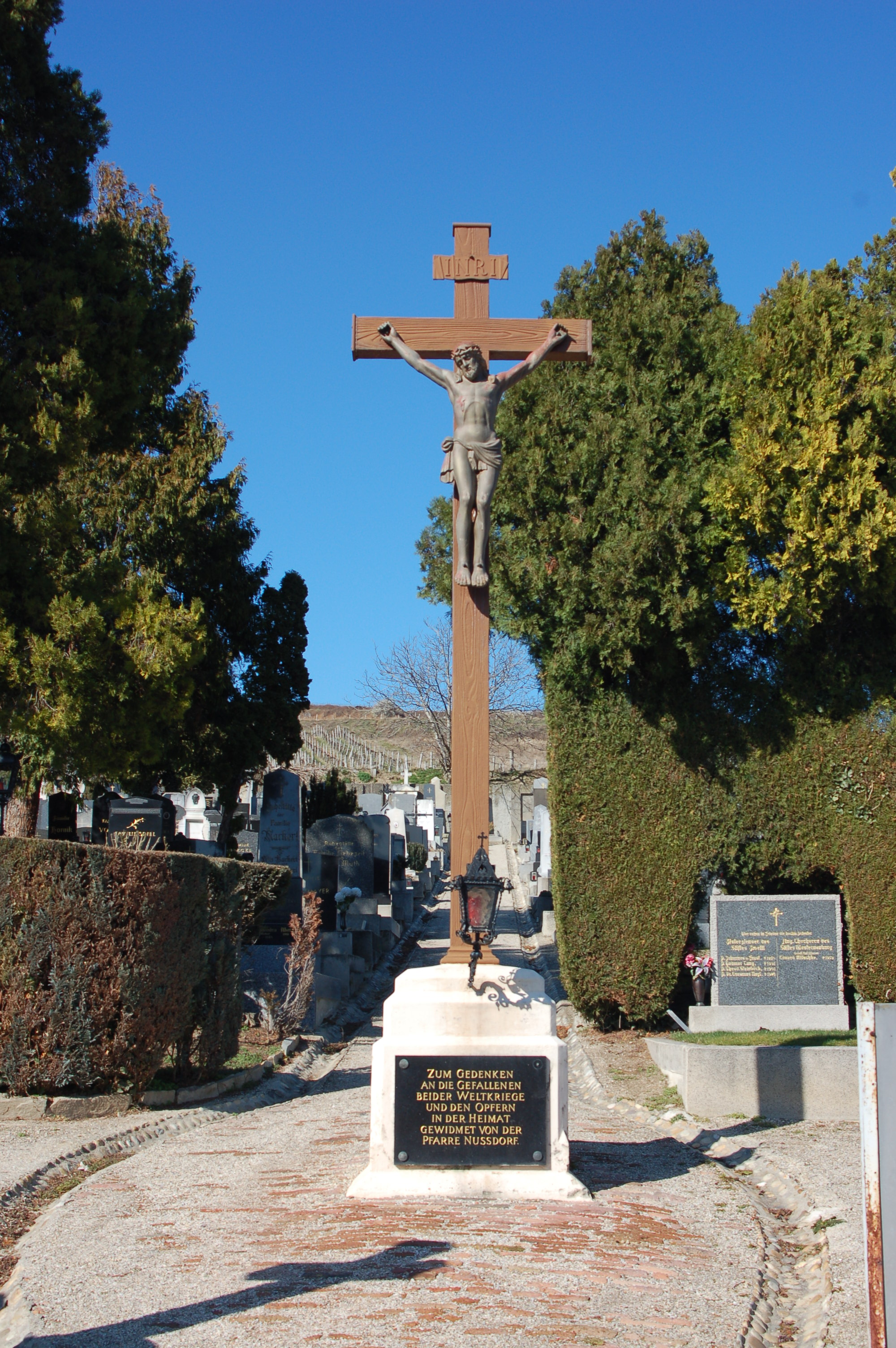
Pfarrfriedhof Nussdorf

Der Pfarrfriedhof Nussdorf ist ein Friedhof im 19. Wiener Gemeindebezirk Döbling. Im Gegensatz zum Großteil der Wiener Friedhöfe steht er nicht im Besitz der Stadt Wien. 

## Lage
Der Pfarrfriedhof Nussdorf liegt im Nordosten von Döbling in der Katastralgemeinde Nussdorf, Nussberggasse 48. Er wurde am Abhang des Nussberges angelegt und wird im Süden von der Nussberggasse begrenzt. Die östliche Grenze bildet die Gasse Am Weingebirg, westlich und nördlich grenzen Grünflächen und Weingärten an den Friedhof. 

## Geschichte
Ein erster Friedhof befand sich um 1600 im Bereich Eichelhofstraße/Hackhofergasse. Ein neuer Friedhof wurde im Zuge der Erhebung von Nussdorf zur Pfarre in der Hammerschmidtgasse 7–9 angelegt. Der Friedhof war nicht eingefriedet und umfasste 932 Quadratklafter. Bereits 1837 erwies sich der Friedhof als zu klein, zudem steigerte sich die Belegung durch die vielen verstorbenen Findelkinder aus der 1857 eröffneten Kleinkinderbewahranstalt. Auf Grund der zunehmende Platzprobleme ordnete die k. k. Statthalterei die Verlegung des Friedhofes an.
Für die Neuanlage des Nussdorfer Friedhofes wurden zwei Weingärten in der Riede Untere Schos angekauft. Der Friedhof wurde am 25. Juni 1867 geweiht, der alte Friedhof 1868 aufgelassen. Nach Ablauf einer Frist von 30 Jahren konnte das Grundstück des alten Friedhofes als Acker beziehungsweise Wiese genutzt werden. Auf dem Nussdorfer Friedhof fehlte lange Zeit eine nutzbare Aufbahrungshalle. 1933 wurde verfügt, dass die Aufbahrung der Leichen auf Grund des desolaten Zustandes der Leichenkammer auf dem Heiligenstädter Friedhof erfolgen musste. Bis 1960 wurden die Leichen zudem in der Nussdorfer Pfarrkirche aufgebahrt. Eine neue Aufbahrungshalle wurde schließlich im Oktober 1960 eröffnet. 1968 entstand anschließend an die Aufbahrungshalle ein ebenerdiger Zubau und links des Eingangs ein Unterkunftsraum.